# Число на Ердьош
Числото на Ердьош (на английски: Erdős number) е термин, описващ „колаборативното разстояние“ между унгарския математик-универсалист Пал Ердьош и друга личност, измерено в броя публикации, написани в съавторство. Числото се определя по следния начинː
- Числото на Ердьош за самия Ердьош е 0.
- Съавторите на Ердьош (които имат с него поне една съвместна публикация) имат Число на Ердьош равно на 1. (Общо това са 511-те регистрирани преки съавтори на Ердьош.[1]̩)
- Хора (различни от Ердьош), които имат поне една съвместна публикация с някого с Число на Ердьош равно на 1, но не и публикация със самия Ердьош, имат Число на Ердьош равно на 2, и т.н.
- Ако не съществува верига от съавторства между даден човек и Ердьош, се казва, че Числото на Ердьош на този човек е безкрайност.

С други думи даден човек има Число на Ердьош {\displaystyle k+1}, ако {\displaystyle k} e минималното Число на Ердьош на друг човек измежду неговите съавтори.

## История на появата на термина
Пал Ердьош (1913 – 1996) е един от най-влиятелните и резултатни математици на 20 век, с изследвания в голям кръг области на математиката и над 1500 труда публикувани съвместно със стотици различни съавтори. Той публикува през живота си повече статии (поне 1,525) от всеки друг математик в историята (към 2011 година). В късните си години постоянно пътува по света, посещавайки над 500-те си съавтора.
Идеята за Числото на Ердьош се появява първоначално в приятелския кръг на математика като форма на шеговито признание за огромната му научна продукция. С течение на времето от приятелска шега числото се утвърждава като инструмент за изследване на сътрудничеството между математиците в търсене на решения на нерешени математически проблеми и мрежата от сътрудници на Ердьош се разглежда като самостоятелен обект на изследвания в теорията на графите. Няколко проекта са посветени на изследването на свързаността между учени, използвайки Числото на Ердьош като отправна точка. На база Числото на Ердьош, графът на сътрудничествата на Ердьош дава информация как се клъстеризират съавторите му, как се променя броят съавтори по статии през времето, или как в графа се разпространяват новите теории.
Числото на Ердьош по всяка вероятност се среща за първи път в писмен вид дефинирано от специалиста по математически анализ Каспър Гофман (самият той с Число на Ердьош 2) в статията му от 1969 г. „А какво е Вашето число на Ердьош?“, в което описва наблюденията си за плодовитите сътрудничества на унгареца. Коментари по въпроса се съдържат и в некролога за Ердьош, написан от Майкъл Голомб.
Няколко изследвания са показали, че съществува тенденция водещите математици да имат особено ниски числа на Ердьош. Средното Число на Ердьош за математиците – носители на Филдсов медал, е 3. Само 7,097 (около 5% от математиците с колаборативен път до Ердьош) имат Число на Ердьош равно на 2 или 1. С течение на времето, минималното реално постижимо Число на Ердьош неминуемо ще нараства, тъй като математиците с ниски Числа на Ердьош ще умират и съответно няма да могат да бъдат съавтори. След смъртта на Ердьош, най-ниското Число на Ердьош, което нов изследовател, може да получи, е 2.
Ретроспективно, с ниски числа на Ердьош са и някои математици от миналото. Например, известният индийски математик Сриниваса Рамануджан има Число на Ердьош 3 (през английския математик Готфрид Харолд Харди, с Число на Ердьош 2), въпреки че когато Рамануджан умира през 1920 година, Ердьош е едва седемгодишен.
Математиците в миналото са публикували по-малко статии от съвременните математици, и поради редица ограничения по-рядко са публикували съвместно написани статии. Така, в зависимост от избрания за следване стандарт за допустимост на публикацията, има установени трима претенденти за най-отдавна роден математик с крайно Число на Ердьош: Пиер-Симон Лаплас (роден през 1749 г., с Число на Ердьош 14), Рихард Дедекинд (роден през 1831 г., с Число на Ердьош 7), или Фердинанд Георг Фробениус (роден през 1849 г., с Число на Ердьош 3). По-стари исторически фигури, като например Леонард Ойлер (роден през 1707 г.) нямат установени крайни Числа на Ердьош.

## Инструменти за изчисление на Числата на Ердьош
На сайта на Американското математическо общество е достъпен безплатен онлайн инструмент за определяне на числото на Ердьош за всеки математик, включен в азбучния каталог на реферативния журнал Mathematical Reviews.

## Разновидности
Голям брой разновидности на идеята за Числото на Ердьош са предлагани за приложение в други области.
Една от най-известните разновидности е Числото на Бейкън, свързващо актьори, които са се появявали във филм заедно с актьора Кевин Бейкън. Идеята за това число се появява през 1994 година, 25 години след статията на Гофман за Числото на Ердьош. Малък брой хора са свързани едновременно с Ердьош и Бейкън, и следователно имат и Число на Ердьош–Бейкън, което се получава като сума от двете числа, взети поотделно. Един пример е актрисата и математичка Даника Маккелър, която има Число на Ердьош 4 и Число на Бейкън 2.
Възможни са и последващи обобщения, като например Числото на Ердьош–Бейкън–Сабат, което включва като мярка и сътрудничество с член на метъл групата Блек Сабат. Най-малкото известно Число на Ердьош–Бейкън–Сабат е 8 и се държи от физика Стивън Хокинг който има Число на Ердьош 4, Число на Бейкън 2, и Число на Сабат 2.